# 家庭暴力防治法
《家庭暴力防治法》，簡稱家暴法，是為防治家庭暴力行為及保護被害人權益而制定的法令。由於家庭暴力是全世界極待解決的社會問題，近年來國際間亦高度重視婦女權利，所以紛紛制定類似的相關法令；據聯合國兒童基金會的一項研究顯示，全世界大約有四十多個國家立有專法。

## 中華民國（台灣）
中華民國的家庭暴力防治法，是在1995年9月，由法官高鳳仙參照美國、澳洲、紐西蘭等國家庭暴力法規與文獻，完成《家庭暴力防治法》草案。而後由現代婦女基金會、婦女救援基金會等婦女團體推動。1997年10月3日，由中國國民黨籍立法委員潘維剛等37位立委在立法院第3屆第4會期第7次會議中首次提案；1998年5月28日，立法院第3屆第5會期第11次會議完成三讀。到2021年7月31日，中華民國的家庭暴力防治法共計7章、66條。
1999年6月，全面實行民事保護令制度，是亞洲第一個實行家暴法的國家。
2007年修正時，立法定義中增列跟蹤、加害人處遇計畫二詞，並擴大保護令的聲請對象，由原先規定「現有或曾有事實上之夫妻關係」修正為「現有或曾有同居關係」，因此將沒有婚姻關係的男女同居關係
或同性戀關係，只要現有或曾有同居的事實，皆可納入家暴法適用範圍 。
2015年再度修正第二條有關「家庭暴力」之定義，「指家庭成員間實施身體、精神或經濟上之騷擾、控制、脅迫或其他不法侵害之行為」。不僅新增列有關精神及經濟虐待之定義，還將原先跟蹤行為的定義，修正時將原先內容增加「以電子通訊監視、跟追、掌握他人行蹤及活動，亦包含之」。另增列第63條之1，擴充保護對象從原先限於家庭或同居的成員間，只要被害人年滿十六歲，遭受現有或曾有親密關係之未同居伴侶施以身體或精神上不法侵害之情事者，也可以依本法之規定聲請保護。而所謂「親密關係伴侶」，指雙方以情感或性行為為基礎，發展親密之社會互動關係。故法律公布後一年施行時，已不再限於被害人與加害人間必須現有或曾有同居關係才能受到本法的保護。
2020年12月30日立法院通過三讀，係為配合民法成年年齡修正為18歲，爰將第58條第4項前段規定家庭暴力被害人申請創業貸款之年齡資格，由「年滿20歲」修正為「成年人」，並在2021年1月27日總統公布。

## 美國

### 推行過程
美國在19世紀以前，憲法中並未對親密關係的問題明文規範。在1824年的Bradley v. State案中，首度形成判例承認夫對妻具有懲治權，當時對家庭暴力的規範是承襲英國普通法中的「拇指條款」(the rule of thumb)，認為丈夫可以用「不超過拇指粗」的棍棒來懲戒妻子。這種不合理現象，直到1871年阿拉巴馬州的Falugham v. State一案中，法院認為妻與夫應享有同等的受保護權利後，才逐一打破。1883年馬里蘭州明訂毆妻是一種違法行為，所以馬里蘭州可以說是美國第一個廢除夫對妻身體懲戒權的州。
到了1960年代末期，婦女解放運動獲得許多受虐婦女的迴響，也促使社會開始重視家庭暴力問題。1975年，Del Martin成立「全國婦女組織」(National Organization for Women, NOW)，開始對家庭暴力進行逐年系統性的研究，美國律師界也開始進行家庭暴力法之制訂工作，並督促立法機構從事民法與刑法進行修正。如今，美國各州均制訂法律加以規範家庭暴力問題，但大多未制訂單獨的家庭暴力防治法，相關法令散見於民法典、刑法典、民事訴訟法、刑事訴訟法及其他法規中。

### 內容概況
與受虐婦女相關協助有關的法案，包括有：
- 家庭暴力預防及服務法(Family Violence Prevention and Service Act)
- 犯罪受害者法(Victims of Crime Act)
- 社會服務基金第20條(Title XX Social Services Block Grant)
- 家庭緊急救援法(Emergency Assistance for Families)

## 日本

### 推行過程
- 1994年設置「男女共同參與計劃推進本部」，以內閣總理大臣為本部長，內閣官房長官、女性問題擔當大臣為副部長，全體閣員為成員，推動男女共同參與計劃。
- 1996年12月，制定「男女共同參與計劃基本方案」，明示政策基本方向包括「廣泛的檢討新的法制度及方案」。
- 1998年8月，參議院設置「參議院關於共生社會的調查會」，對「對於女性之暴力」進行專題討論及調查研究，認為對女性之暴力有必要立法因應。
- 2000年4月，於上述調查會下設立超黨派的「有關女性之暴力的研究小組」，進行多次公聽會、討論會。
- 2001年4月2日，調查會提出「配偶暴力防治暨受害人保護法」草案，4日即通過參議院決議、6日通過眾議院決議，在4天之內即通過制定。
- 2001年4月13日公布，10月13日正式施行，稱為「配偶暴力防治暨受害人保護法」。[6][12]

### 內容概況
配偶暴力防治暨受害人保護法目前分為6章30條，另有附則。
各章標題為：
- 第一章  總則(総則)
- 第二章  配偶暴力諮詢支援中心等(基本方針及び都道府県基本計画等)
- 第三章  受害人之保護(配偶者暴力相談支援センター等)
- 第四章  保護令(保護命令)
- 第五章  雜則(雑則)
- 第六章  罰則(罰則)

### 重大修訂
- 2004年6月2日修法，將保護對象擴大，在婚姻已取消之情況(如離婚)，而仍有受前配偶持續危害之虞者，亦列入保護。[12]

## 西班牙
西班牙的家暴相關法令以「反性別暴力整體保護措施基本法」規範最完備與詳盡。該法條於2004年由當時的執政黨勞工社會黨推動，同年12月經國會審議通過，共分6編72條

## 香港
香港家庭暴力條例制定於1986年，屬於民事法例。至於涉及刑事犯罪的家庭暴力個案，則分別以《刑事罪行條例》（第200章）、《侵害人身罪條例》（第212章）、《保護兒童及少年條例》（第213章）、《精神健康條例》（第136章）等不同法令加以處理。
家庭暴力條例施行至今歷經兩次修訂，適用範圍已擴大至無婚姻關係的同性同居者。